# 自動爆撃ヘリ
自動爆撃ヘリ（じどうばくげきヘリ）は、士郎正宗原作の漫画『攻殻機動隊』及び、神山健治によるテレビアニメ版の『攻殻機動隊 STAND ALONE COMPLEX』シリーズに登場する架空の軍用ヘリコプター。

## ジガバチ
陸上自衛軍及び海上自衛軍が保有する対戦車戦闘ヘリ。型式番号は「ATH-29」。大火力と高機動力で、水中以外の全環境における高い攻撃性能を有する。『攻殻機動隊 STAND ALONE COMPLEX』で「ジガバチ」と呼ばれる理由は、胴体後部に可動するガトリングガンポッドを有する特徴的な形状が蜂のように見えるためである。
蜂に見立てると腹部にあたるガトリングガンポッドの尾端に、広い可動範囲を持つ30mmガトリングガンを装備しており、自機の後方を含めあらゆる方向への射撃が可能。その他、スタブウィングに対戦車ミサイルやロケット弾を装備できる。また、機体には空中給油用のプローブが設けられており、プローブアンドドローグ方式の空中給油に対応している。
絶大な攻撃性能を持つが燃費が悪く、『攻殻機動隊 S.A.C. 2nd GIG』では、五機で旋回しているジガバチに空中給油ヘリ「ハナムグリ」の搭載燃料を次々補給しても「普通乗用車を無休で6年間走らせる分の燃料を積んでも10時間程しか飛行できない」と語られている。

### ジガバチAV（ジガバチ・アドヴァンス）
陸上自衛軍に配備されているジガバチの改良・発展型。基本的なフォルムはジガバチから変わっていないが、人工知能（AI）を搭載することで無人でも操縦・戦闘を可能とした。ただし、搭載するAIはタチコマとは違い、人間が搭乗することを前提とした支援型AIである。搭乗者が死亡するか意識不明に陥ると、自動的に最寄りの自衛軍基地か、海自のヘリ空母へと帰還するシステムが備わっている。
なお、ジガバチには認識コードが与えられており、「自機・登録された友軍機・自衛軍兵士」に攻撃を仕掛けるもの、友軍として登録されていない機体などを攻撃する。このため、陸自のヘリであっても認識コードが登録されていない機体には、30mmガトリングガンを用いて攻撃を仕掛けてくる。なお、当機のAIは喋ることはないが、『2nd GIG』ではタチコマが「根暗なAI」と称した。
武装はジガバチと同じく胴体後部の可動式ポッドに30mmガトリングガンを装備するほか、スタブウィング下に4連装の対地ミサイル（対戦車ミサイル）ランチャーと22連装の対地ロケット弾ランチャーを片翼につきそれぞれ1基ずつ、スタブウィング両端に2連装の対空ミサイルランチャーを装備できる。また、テール両脇にはチャフ・フレア・ディスペンサーを有している。劇中、対戦車攻撃に長けているこの攻撃ヘリ「ジガバチ」を、タチコマは「僕たちの天敵」と呼んだ。
機体塗装はグレーを基調としているが、初期の塗装案には実際に陸上自衛隊のヘリコプターにも使用されている迷彩パターンを使用する案もあった。

## オニヤンマ
『S.A.C.』に登場する大型ヘリコプター。
当初は狙撃制御システムを搭載した試作ヘリとして製作され、公安9課でもサイトーが運用試験に参加した経緯がある。後に海上自衛軍に武装ヘリ（強襲輸送ヘリ）として制式採用され、90mmガトリング砲とミサイルポッドを追加装備している。303式強化外骨格（アームスーツ）4機を搭載可能。作中では海自の秘密特殊部隊「海坊主」が使用し、PS2のゲーム版にも登場している。